# Imogene Coca
Imogene Coca, nata Emogeane Coca (Filadelfia, 18 novembre 1908 – Sherman Oaks, 2 giugno 2001), è stata un'attrice statunitense, nota soprattutto per avere partecipato a numerose serie televisive statunitensi per un trentennio a partire dagli anni 1950.

## Biografia
Nata Emogeane Coca a Philadelphia nel 1908 da origini spagnole, unica figlia di Joseph F. Coca Jr. (il cognome di famiglia era originariamente Fernández y Coca), violinista e direttore d'orchestra di vaudeville, e Sarah "Sadie" Brady, ballerina e assistente di un mago, prese lezioni di pianoforte, danza e canto da bambina e mentre era ancora adolescente si trasferì da Philadelphia a New York City per diventare una ballerina.
Vanta una vittoria e cinque nomination agli Emmy Awards.

## Filmografia parziale

### Cinema
- Sotto l'albero yum yum (Under the Yum Yum Tree), regia di David Swift (1963)
- Dieci scenette dal vostro show degli show (Ten from Your Show of Shows), regia di Max Liebman (1973)
- National Lampoon's Vacation (Vacation), regia di Harold Ramis (1983)
- Niente dura per sempre (Nothing Lasts Forever), regia di Tom Schiller (1984)
- Sing Sing chiama Wall Street (Buy & Cell), regia di Robert Boris (1987)

### Televisione
- General Electric Theater – serie TV, episodio 5x29 (1957)